# 우크라이나의 로마 가톨릭 교구 목록
우크라이나의 가톨릭 교구는 1개 로마 가톨릭 관구에 1개 관구장좌 대교구와 6개 일반교구가 속하며 우크라이나 전례관구 4개 관구에 4개 관구장좌 대교구와 6개 교구가 속하며 수석대주교직할에 3대 대목구가 있다 그리고 독립교구로 동방전례대교구1개와 교구1개가 있다

## 라틴예법의 로마가톨릭 교구

### 리비우 관구(province of Lviv)
- 리비우 관구장좌 대교구(Archdiocese of Lviv)
  - 키에프-지토미르 교구(Diocese of Kyiv-Zhytomyr)
  - 카미아네츠-포딜스키 교구( Diocese of Kamyanets-Podilskyi)
  - 루트스크 교구( Diocese of Lutsk)
  - 무카체베 교구( Diocese of Mukacheve)
  - 카르키우-자포리지아 교구( Diocese of Kharkiv-Zaporizhia)
  - 오데사-심페로폴 교구( Diocese of Odessa-Simferopol)

## 우크라이나전례 동방가톨릭 교구

### 이바노-프란키우스크 관구(province of Ivano-Frankivsk)
- 이바노 프란키우스크 관구장좌 대교구(Archdiocese of Ivano-Frankivsk)
  - 콜로미야-체르니우치 교구(Diocese of Kolomyia–Chernivtsi)

### 키에프 관구(province of Kyiv)
- 키에프 대교구(Archdiocese of Kyiv)

### 리비우 관구(province of Lviv)
- 리비우 관구장좌 대교구(Archdiocese of Lviv)
  - 삼비르-브로비치 교구(Diocese of Sambir–Drohobych)
  - 소칼-조브크바 교구(Diocese of Sokal–Zhovkva)
  - 스트리 교구(Diocese of Stryj)

### 테르노필-즈보리브 관구(province of Ternopil–Zboriv)
- 테르노필-즈보리브 관구장좌 대교구(Archdiocese of Ternopil–Zboriv)
  - 부카 교구(Diocese of Bučač)

### 우크라이나전례 수석대주교 직할구
- 키에브-할릭 수석대주교구(Major Archdiocese of Kyiv–Halyč)
  - 도네츠크-카르키우 대목구(Archiepiscopal Exarchate of Donets’k–Kharkiv)
  - 루트스크 대목구(Archiepiscopal Exarchate of Lutsk)
  - 오데사-크림 대목구(Archiepiscopal Exarchate of Odessa–Krym)

## 독립교구
- 아메리칸전례 리비우 대교구(Archdiocese of Lviv)
- 루테니안전례 무카체브 교구(Diocese of Mukacheve)